# Fred. Olsens Flyselskap
Fred. Olsens Flyselskap (int. Fred Olsen Air Transport) var et norsk flyselskab med base på Oslo Lufthavn, Fornebu, der opererede fra 1946 til 1997.

## Historie
Selskabet blev oprettet i juni 1946 som et datterselskab til rederiet Fred. Olsen & Co. Det første fly i flåden var et Douglas DC-3. I de første år fløj selskabet primært med søfolk der skulle på- og afmønstre skibe rundt omkring i Europa, hvor Rotterdam og Hamborg var blandt de byer med flest afgange.
Tidligt i 1950'erne blev Curtiss C-46 Commando fragtfly tilføjet til flyflåden. Kort tid efter indgik selskabet en aftale med Scandinavian Airlines System, der betød at Fred Olsens skulle flyve på selskabets fragtrute imellem Oslo og København. Samarbejdet blev senere udvidet så også sydeuropæiske destinationer som Milano kom på rutekortet. I 1966 landede et af selskabet fly for første gang på Svalbard, da selskabet var chartret af Store Norske Spitsbergen Kulkompani til en fragtflyvning til Svalbard Lufthavn, Longyear. Fragtflyvningen blev den vigtigste del af selskabet grundlag og i 1973 blev der anskaffet Lockheed L-188 Electra fly til den øgede trafik. Blandt andet fløj Fred Olsens fragt fra skandinaviske byer til Amsterdam i samarbejde med KLM.
I 1959 blev der anskaffet to Vickers Viscount passagerfly. Disse blev chartret af SAS der benyttede flyene på deres indenrigsruter i Norge. Da kontrakten med SAS ophørte, indgik man en aftale med Austrian Airlines om benyttelse af flyene. Efterfølgende blev de solgt.
Luftfartsverket betalte i mange år Fred Olsens for at udføre kontrol- og kalibreringsflyvninger i norske lufthavne. Dette skete med et Hawker Siddeley HS 748 fly på grund af dets gode STOL egenskaber. I midten af 1990'erne blev flyet erstattet med et Dash DHC-8
Til stor overraskelse for mange meddelte selskabet i marts 1997 af de ville stoppe med alle aktiviteter og sælge flyene. En fornyelse af flyflåden og flytning af vedligeholdelsesafdelingen fra Fornebu til Gardermoen ville ikke være rentabel for en videre drift.